# Microrregión de Ipatinga
La microrregión de Ipatinga es una de las microrregiones del estado brasileño de Minas Gerais perteneciente a la mesorregión del Valle del Río Doce, o Mesorregión del Este Minero. Su población fue estimada en 2005 por el IBGE en 520.991 habitantes y está dividida en treinta municipios. Posee un área total de 4.406,268 km². Está compuesta por 13 municipios.
Su base económica viene principalmente de la Región Metropolitana de Vale do Aço. El PIB de la Microrregião de Ipatinga llegó cerca de R$9,4 billones en 2006. Su ciudad más grande, Ipatinga, es ampliamente industrial.

## Municipios

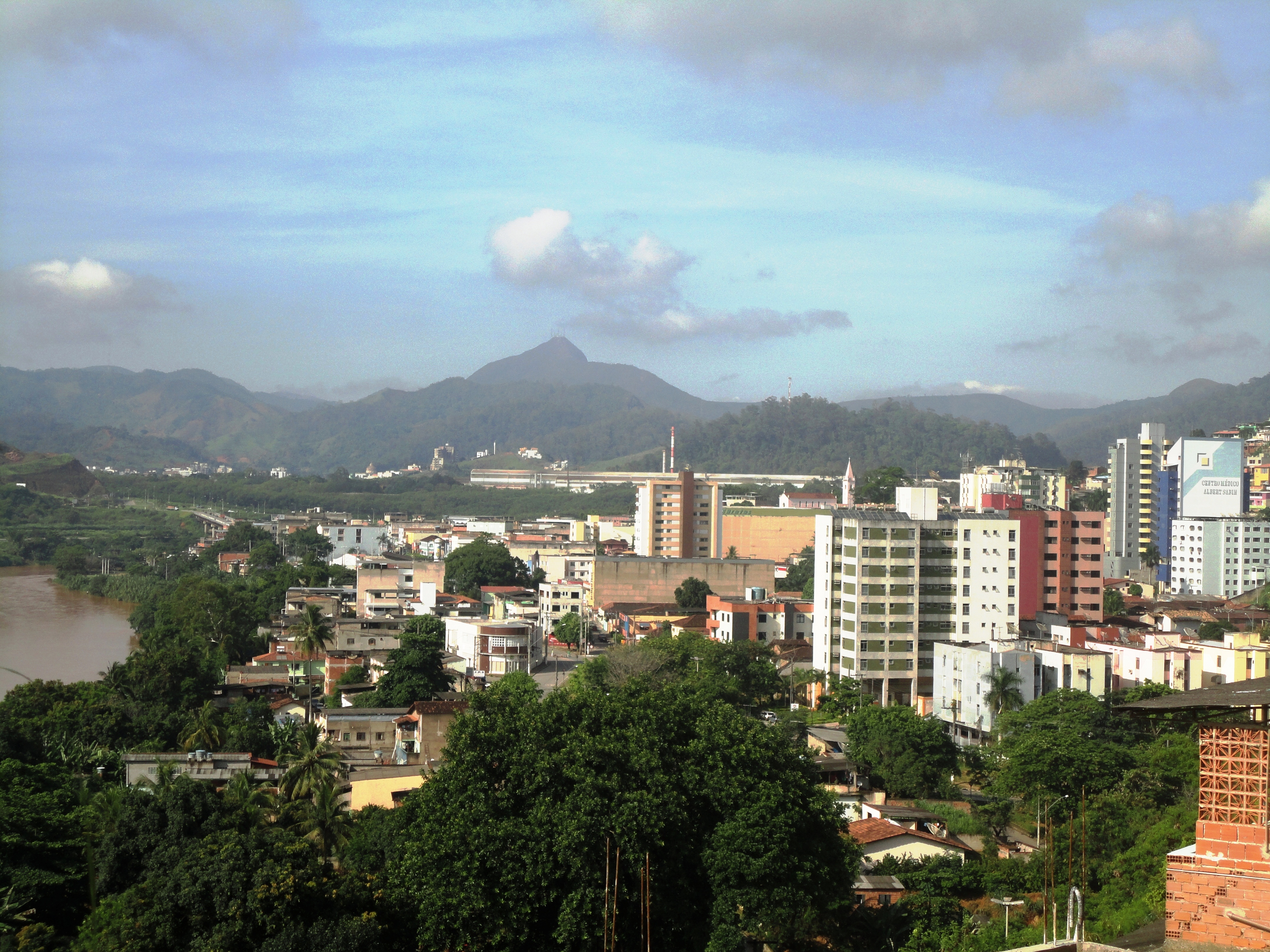
Coronel Fabriciano (en primer plan) y Timóteo (al fondo), son el segundo y el tercero municipios más populosos de la microrregión, respectivamente.

- Açucena
- Antônio Días
- Bello Oriente
- Coronel Fabriciano
- Ipatinga
- Jaguaraçu
- Joanésia
- Marliéria
- Mesquita
- Naque
- Periquito
- Santana del Paraíso
- Timóteo